# Alfredo Vásquez Cobo International Airport
Alfredo Vásquez Cobo International Airport är en flygplats i Colombia. Den ligger i den södra delen av landet, 1 100 km söder om huvudstaden Bogotá. Alfredo Vásquez Cobo International Airport ligger 84 meter över havet. Den ligger vid sjön Lagos Yaguacaca.
Terrängen runt Alfredo Vásquez Cobo International Airport är platt. Runt Alfredo Vásquez Cobo International Airport är det glesbefolkat, med 13 invånare per kvadratkilometer. Närmaste större samhälle är Leticia, 2,4 km söder om Alfredo Vásquez Cobo International Airport. I omgivningarna runt Alfredo Vásquez Cobo International Airport växer i huvudsak städsegrön lövskog.